# Manuel García y Rodríguez
Manuel García y Rodríguez (Sevilla, 1863 - 6 de mayo de 1925) fue un pintor costumbrista y paisajista español, que también pintó escenas orientalistas.

## Biografía

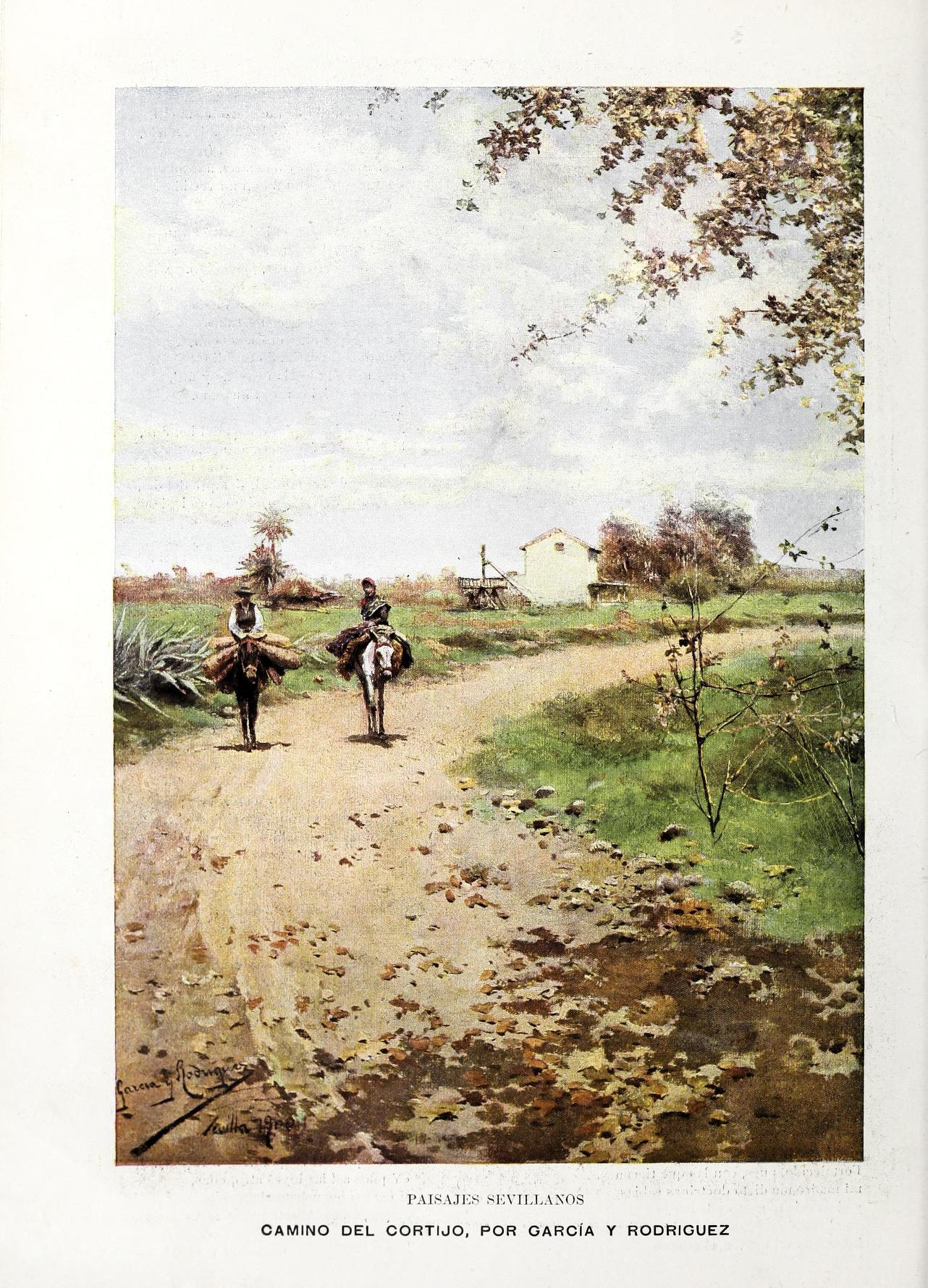
"Camino del Cortijo" (Blanco y Negro, 1901)

Inicialmente estudió música, pero finalmente se dedicó a su pasión por la pintura. Pasó por el seminario y el instituto provincial, donde obtuvo el título de bachiller, y recibió sus primeras lecciones de pintura de José de la Vega Marrugal y de sus hermanos Pedro y Francisco, pertenecientes a una familia de artistas sevillanos, de pintura costumbrista y romántica, pero de un realismo minucioso y descriptivo, y vinculados a la recién creada Academia Libre de Bellas Artes de Sevilla.
Más tarde se formó en la Escuela de Bellas Artes de Sevilla, donde fue discípulo de Eduardo Cano y Manuel Wssel de Guimbarda, y conectó con otros jóvenes artistas sevillanos como Sánchez Perrier, Fernando Tirado, Virgilio Mattoni, José Arpa o Rico Cejudo. A lo largo de su vida participó en varias ocasiones en la Exposición Nacional de Bellas Artes (España), obteniendo en 1887 medalla de bronce con la obra Las orillas del Guadalquivir y en 1890 y 1895 la segunda medalla. También participó en la Exposición Universal (1889) y la Exposición Mundial Colombina. En 1899, fue nombrado miembro de la Real Academia de Bellas Artes de San Fernando.
En 1904, visitó Tánger y pintó algunas pinturas de estilo orientalista. Sus obras se encuentran en numerosos museos (incluido el Museo Carmen Thyssen) y colecciones privadas. También fue colaborador habitual de ilustraciones para la revista Blanco y Negro.
Su pintura se encaminó al paisaje y las escenas costumbristas que practicaría de forma casi exclusiva durante toda su carrera. Interesado en este género pictórico viajó a Madrid, donde entró en contacto con el círculo pleinairista del catedrático Carlos de Haes, aunque dedicó la mayor parte de su trabajo pictórico a Sevilla, el Guadalquivir y su entorno, participando activamente en la escuela paisajística de la vecina localidad de Alcalá de Guadaíra. En sus últimos años, se centró en los jardines, patios y parques de Sevilla, época en la que desarrolló una estética más modernista e impresionista.

## Obra
Manuel García siguió siempre de cerca la obra de Emilio Sánchez Perrier, también sevillano y ocho años mayor que él. Se conoce su relación cercana y su amistad, e incluso que compartieron desplazamientos para pintar al aire libre a la localidad de Alcalá de Guadaíra.
Su obra puede contemplarse en el Museo de Bellas Artes de Sevilla, en el Museo Carmen Thyssen Málaga donde se conservan obras como Sanlúcar de Barrameda, Playa de Sanlúcar de Barrameda de 1895-1900, Pescando de 1907 y Paisaje de la Jara de 1910, y en diversas colecciones privadas, como la Colección Bellver.

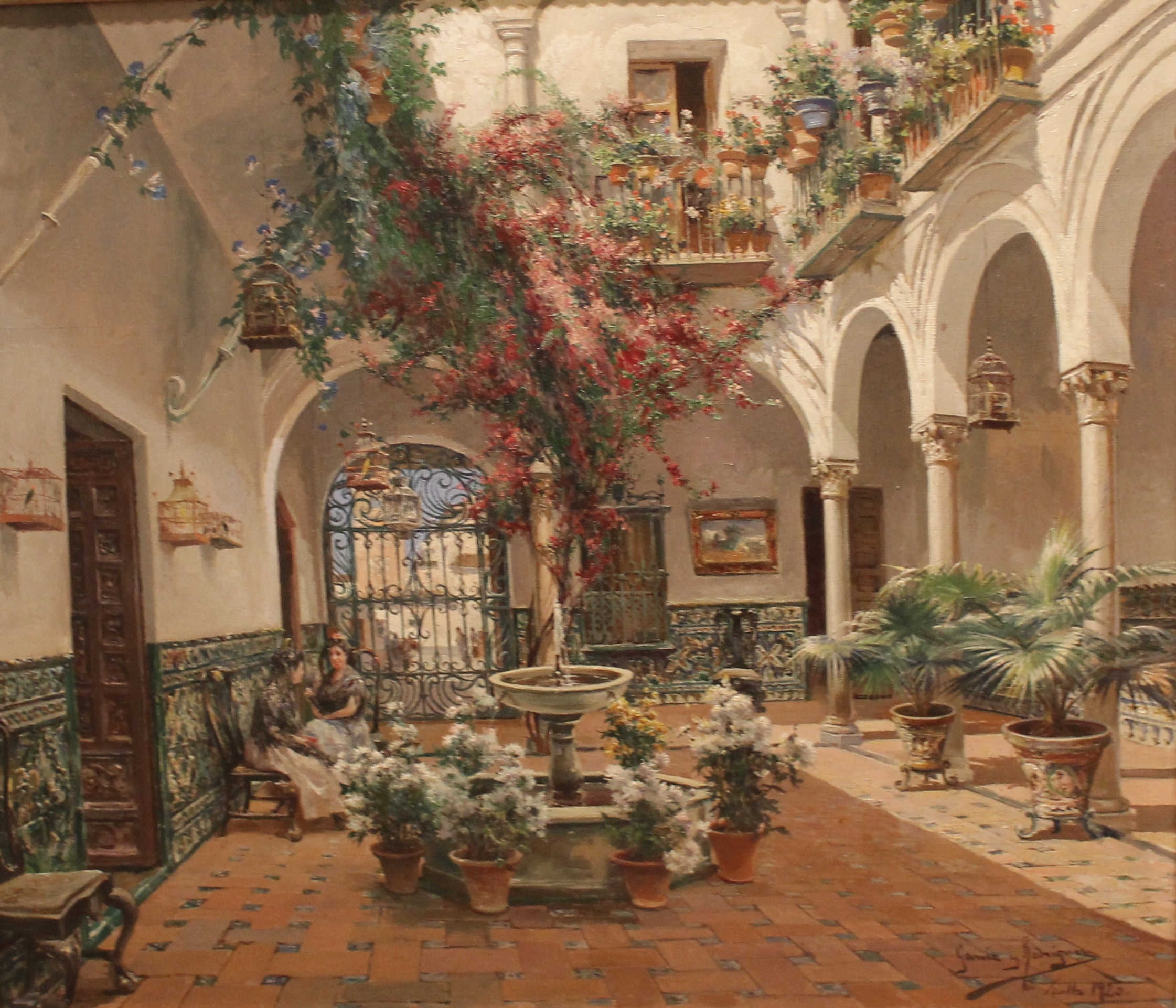
Patio interior, Sevilla (1920)
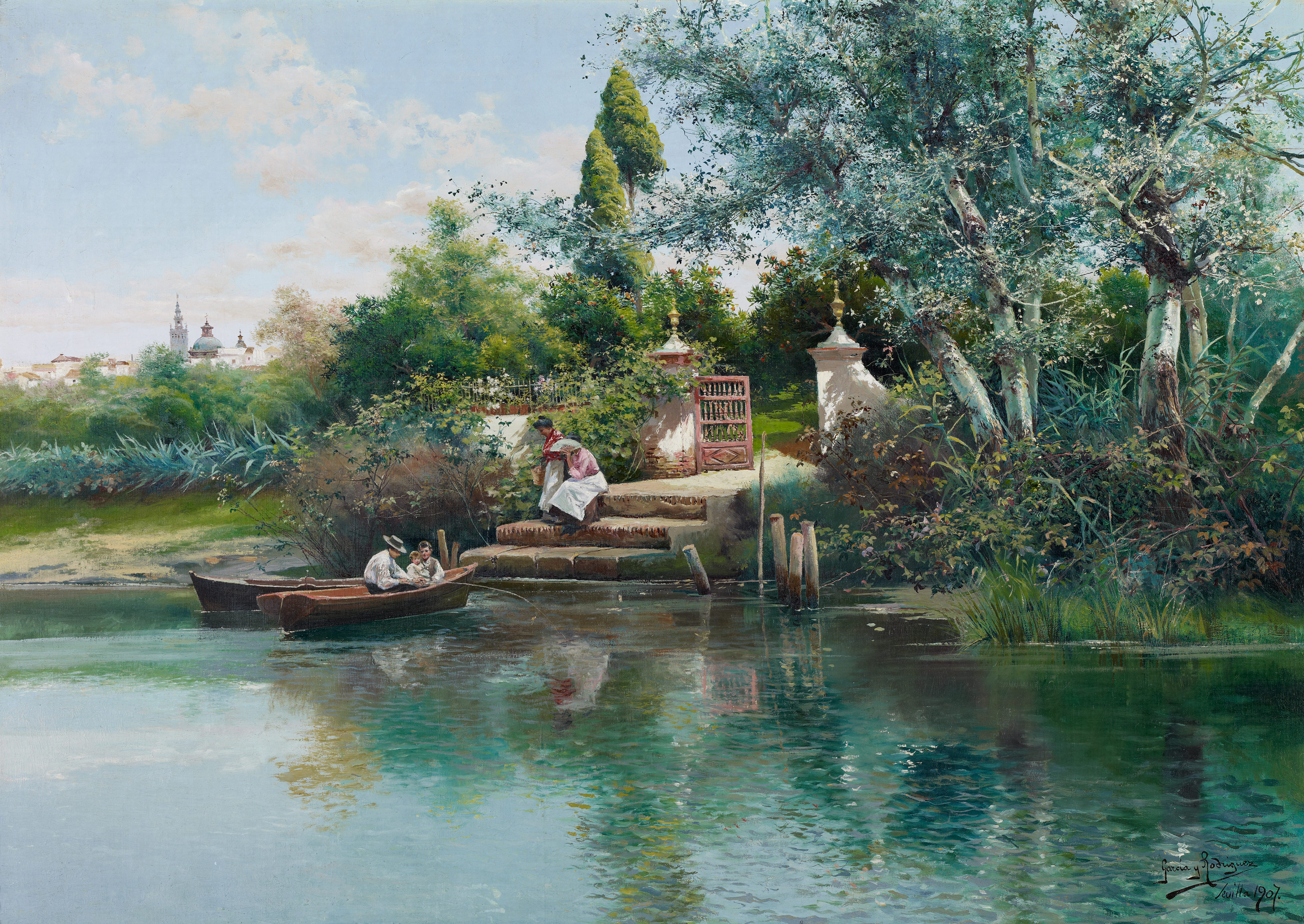
Pescando (1907)
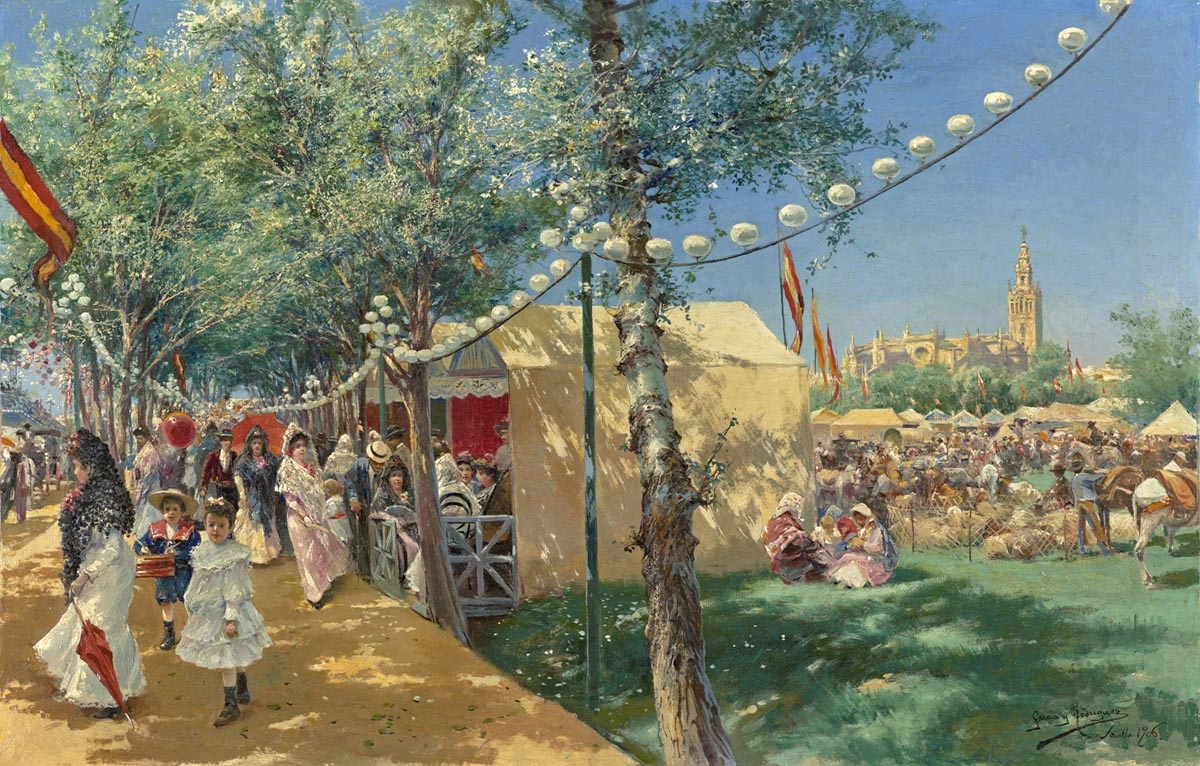
Festival en Sevilla (1906)
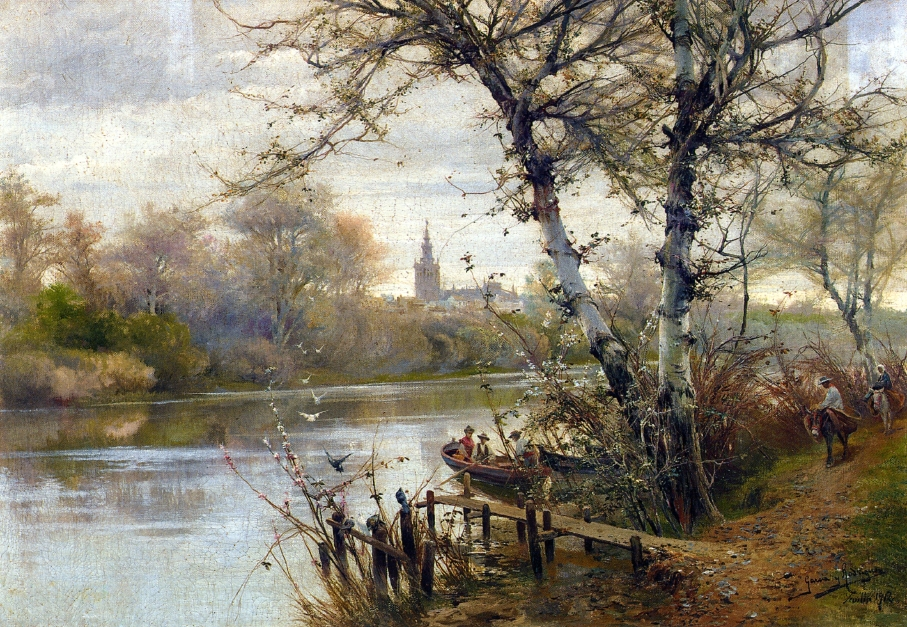
Paisaje fluvial con Sevilla al fondo (1912)
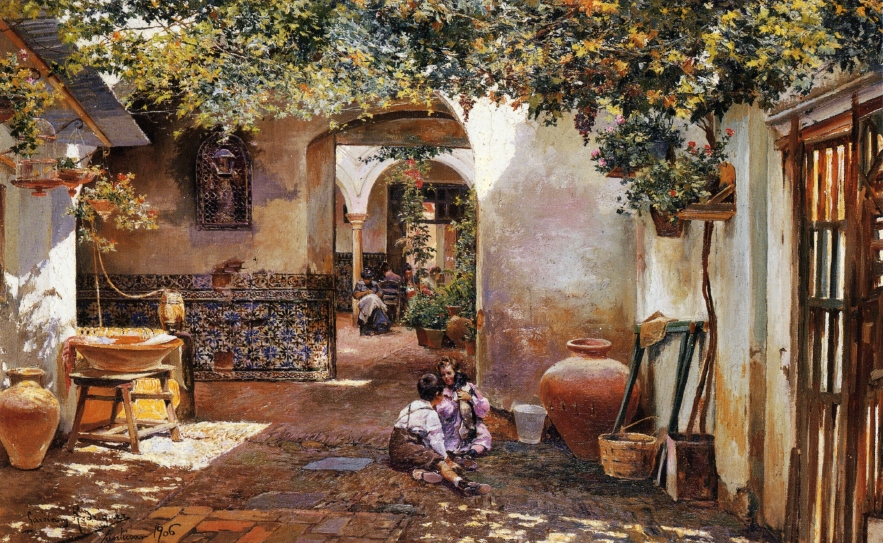
Patio con niños (1906)
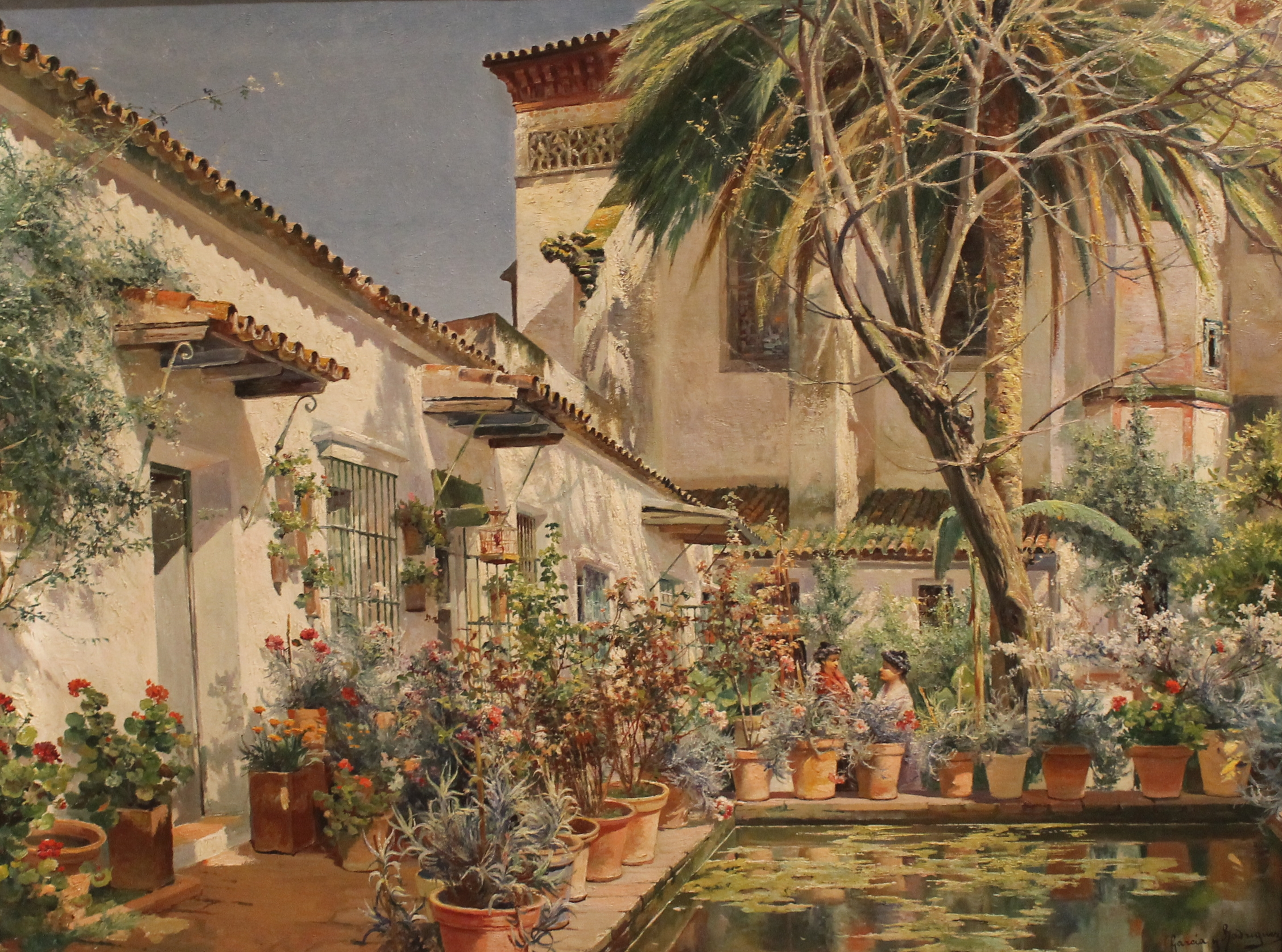
Compás del convento de Santa Paula, Sevilla[10] (c. 1920-1925)
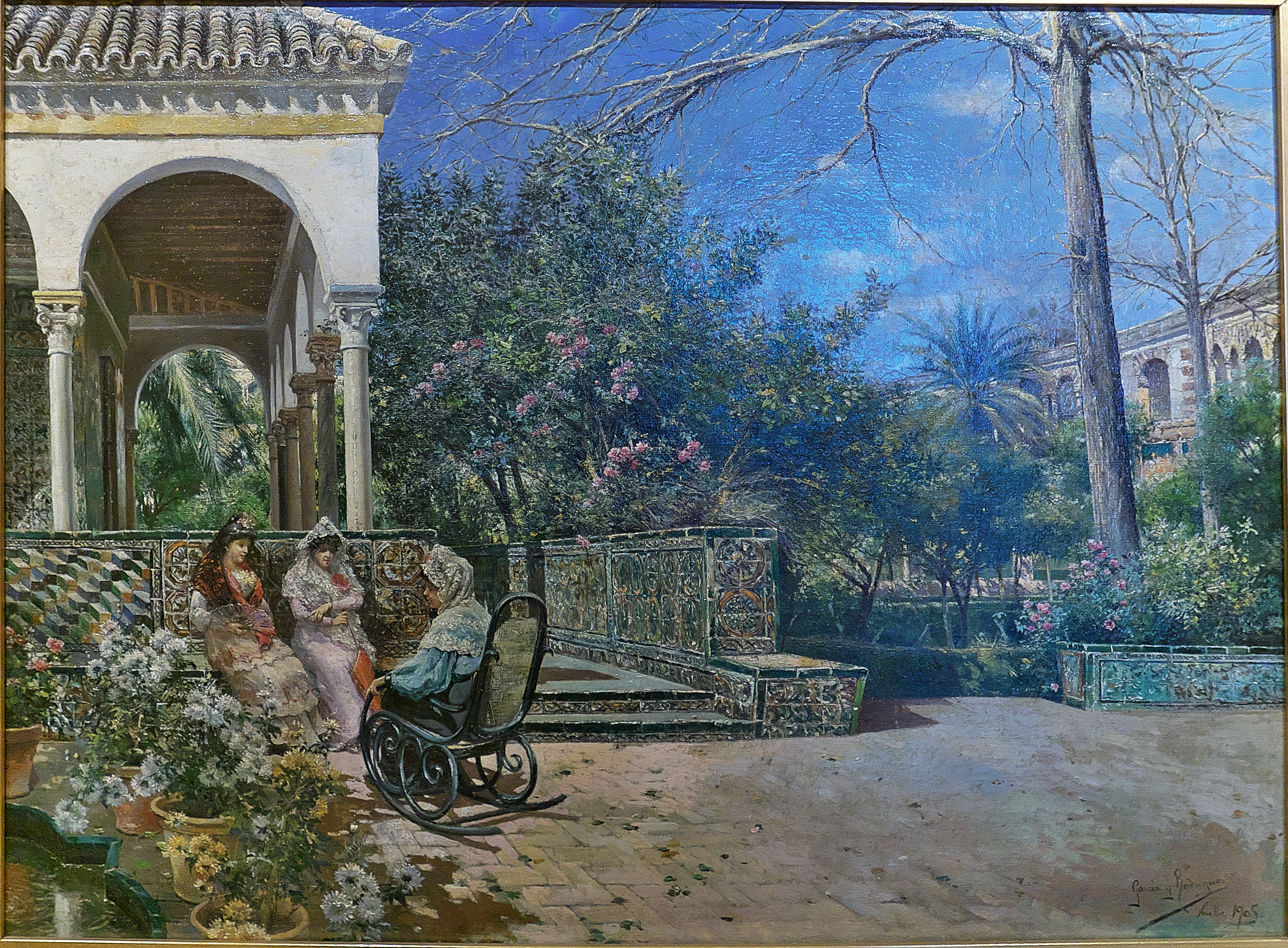
Tertulia en los Jardines del Alcázar, 1905